# Mayottesolfågel
Mayottesolfågel (Cinnyris coquerellii) är en fågel i familjen solfåglar inom ordningen tättingar.

## Utbredning
Fågeln förekommer enbart på ön Mayotte i Komorerna.

## Status
IUCN kategoriserar arten som livskraftig.

## Namn
Fågelns vetenskapliga artnamn hedrar Dr Jean Charles Coquerel (1822-1867), kirurg och naturforskare i franska flottan, entomolog och samlare av specimen på Madagaskar 1847.